# Borough des Aléoutiennes orientales
Le borough des Aléoutiennes orientales (Aleutians East Borough en anglais) est un borough de l'État d'Alaska aux États-Unis.
Le chef-lieu du borough est la ville de Sand Point. Selon le recensement de 2010, le borough avait une population de 3 141 habitants.

## Situation et climat
Le borough comprend la partie la plus occidentale de la Péninsule d'Alaska ainsi qu’un petit nombre des îles Aléoutiennes, d’où le borough tire son nom. Le borough inclut également les îles Shumagin ainsi que les îles Pavlof et les îles Sanak. Environ 63,9 % de sa superficie est située sur la Péninsule de l’Alaska, alors que 36,1 % est répartie, quant à elle, sur les nombreuses îles. Le borough compte cinq villes et deux villages.
Les températures varient entre −23 °C et 24 °C. Les précipitations annuelles sont de 85 cm, alors que les précipitations neigeuses sont de 132 cm.
Le borough a une superficie totale de 38 880 km2, dont 18 099 km2 est constitué de terre, alors que 20 781 km2 (soit 53,45 %) est constitué d’eau.

## Histoire
Selon les traces archéologiques, la région a été habitée par les Aléoutes depuis la dernière période glaciaire. Les premiers contacts que ces hommes ont eu avec les Européens furent avec les commerçants de fourrures russes qui cherchaient des loutres dans les îles de la région. Au début des années 1900, la chasse aux baleines, la pêche et la conserverie ont attiré un flux important de pêcheurs scandinaves et européens. Pendant la Seconde Guerre mondiale, la région a constitué un site stratégique important pour la campagne des îles Aléoutiennes,  ce qui a conduit à l’évacuation de nombreux autochtones vers la ville de Ketchikan.

## Démographie
| Groupe               | Aléoutiennes orientales | Alaska | États-Unis |
| -------------------- | ----------------------- | ------ | ---------- |
| Asiatiques           | 36,0                    | 5,4    | 4,8        |
| Autochtones d'Alaska | 27,9                    | 14,8   | 0,9        |
| Blancs               | 21,0                    | 66,7   | 72,4       |
| Afro-Américains      | 7,0                     | 3,3    | 12,6       |
| Métis                | 4,9                     | 7,3    | 2,9        |
| Autres               | 2,7                     | 1,6    | 6,2        |
| Océaniens            | 0,6                     | 1,1    | 0,2        |
| Total                | 100                     | 100    | 100        |
|                      |                         |        |            |
| Latino-Américains    | 12,3                    | 5,5    | 16,7       |

En 2010, la population asiatique est principalement composée de Philippino-Américains (34,7 % de la population de la ville) et de Viêtnamo-Américains (0,9 %). La population autochtone est quant à elle majoritairement composée d'Aléoutes (24,1 % de la population), alors que la population hispanique et latino comprend essentiellement des Mexicano-Américains (9,7 % de la population).
Selon l'American Community Survey, pour la période 2011-2015, 49,95 % de la population âgée de plus de 5 ans déclare parler l'anglais à la maison, 27,43 % déclare parler le tagalog, 10,26 % l'espagnol, 8,07 % une langue africaine, 2,38 % l'ilocano, 0,66 % le vietnamien, 0,41 % le russe, 0,41 % le khmer,  0,38 % le polonais et 1,19 % une autre langue.
Selon l'American Community Survey, pour la période 2011-2015, 45,1 % de la population est née étranger à l'étranger et 31,1 % de la population n'a pas la nationalité américaine.
| 1990  | 2000  | 2010  | - | - | - |
| ----- | ----- | ----- | - | - | - |
| 2 464 | 2 697 | 3 141 | - | - | - |

## Établissements, service public, écoles et centres de santé
Le borough comprend sept écoles qui sont fréquentées par 273 étudiants. La clinique de Sand Point est gérée par la Eastern Aleutian Tribes, Inc. et elle se situe dans un nouvel édifice depuis 2006. Le personnel de la clinique est composé de professionnels de la santé de niveau moyen ainsi que d’assistants de la santé et praticiens chargés d’aider les communautés, ou d’assistants du CHA (Catholic Health Association).

## Économie et transport
La pêche commerciale et le traitement du poisson sont les secteurs dominants de l’économie du borough et sont pratiqués pendant presque toute l’année. 222 des habitants du borough ont des permis de pêche commerciale. La ville de Sand Point abrite la plus grande flotte de pêche dans le chapelet des îles Aléoutiennes. Le traitement du saumon et de la morue du Pacifique s’effectue à Peter Pan Seafoods (Port Moller et King Cove), Trident Seafoods (Sand Point et Akutan) ainsi qu’à Bering Pacific (False Pass). La conserverie de Peter Pan, située à King Cove est l’une des plus grandes conserveries de l’Alaska. Le transport et les autres services fournissent des emplois tout au long de l’année.
Plusieurs aérodromes sont accessibles dans le borough, et les hydravions peuvent atterrir dans plusieurs communautés. Les cargos assurent également le transport. Le ferry-boat de l’État travaille pendant les mois d’été. Quant au transport local, il s’effectue principalement par les bateaux de pêche ou les skiffs, puisqu’il n’y a pas de routes.

## Villes
- Akutan
- Belkofski
- Cold Bay
- False Pass
- King Cove
- Nelson Lagoon
- Pauloff Harbor
- Sand Point
- Unga